# Ramon de Mur

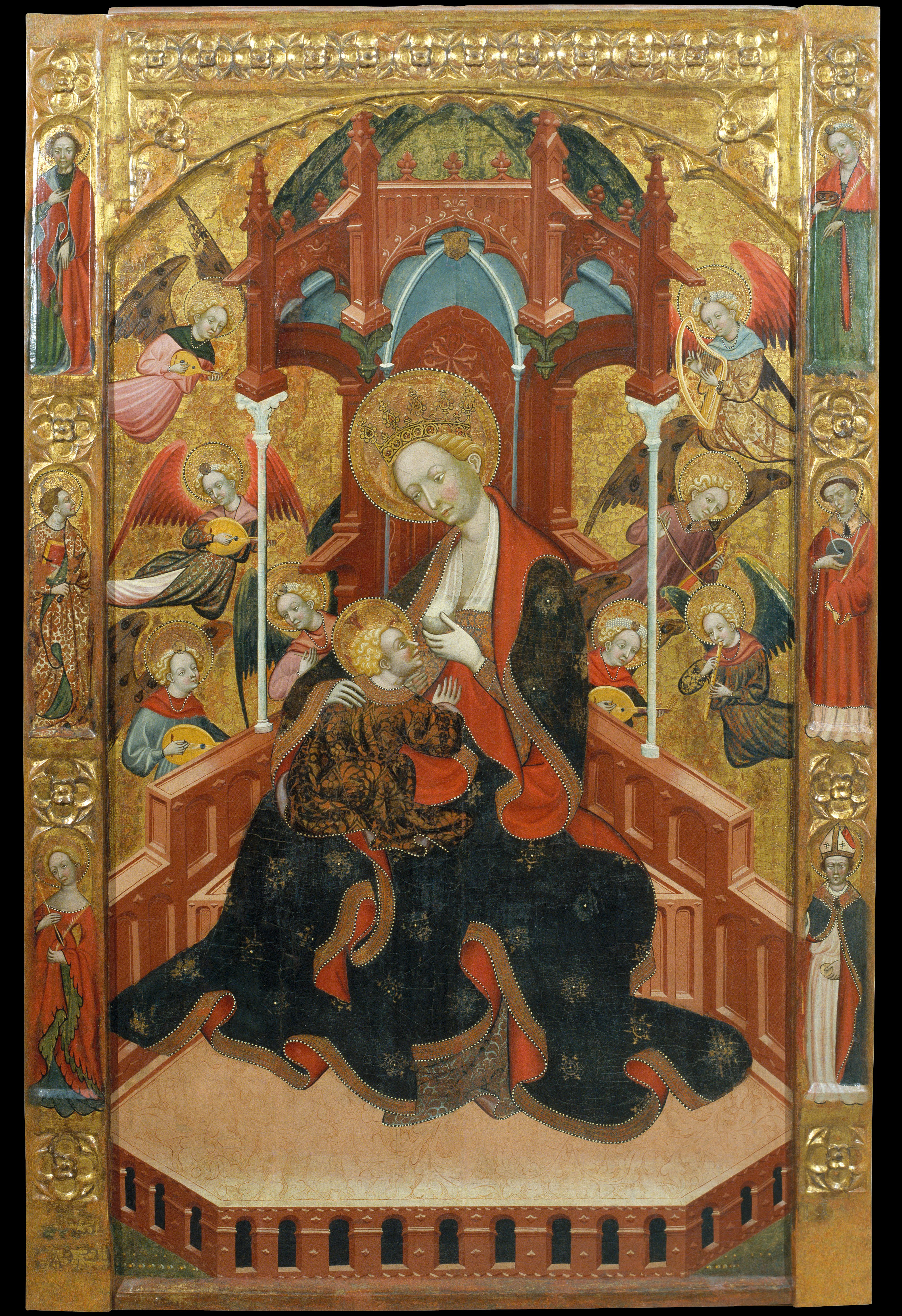
Virgen de la leche procedente de la iglesia parroquial de Santa María de Cervera. Temple y dorado de pan de oro, 205,7 x 133,7 cm, Museu Nacional d'Art de Catalunya.

Ramon de Mur (Tarragona ? -Tárrega, h. 1436) fue un pintor gótico, activo en Cataluña (Corona de Aragón), representante del gótico internacional y adscrito a la escuela tarraconense.
Vivió y trabajó en Tárrega, donde realizó la mayor parte de su obra, de la que la más importante es el retablo de la iglesia parroquial de Guimerá, conocido como el Retablo de Guimerá, que fue pintado entre 1402 y 1412 y del que hoy se conservan 23 de las 32 tablas originales en el Museo Episcopal de Vich.

## Otras obras
- Retablo de Santa Lucía (1412), para la iglesia parroquial de Santa Coloma de Queralt
- Retablo de Cervera (1415-1419) de Cervera, del que solo se conserva la tabla central con la Virgen de la Leche con ángeles músicos, que se encuentra en el Museo Nacional de Arte de Cataluña
- El Santo Obispo y el Donante (1420), obra atribuida a Ramon de Mur, que se encuentra en el Museo de arte de Cleveland, Estados Unidos.
- Retablo de San Pedro para la iglesia de Vinaixa, (1432-1435?), acabado por Bernat Martorell, que se custodia en el Museo Diocesano de Tarragona.
- Coronación de la Virgen, obra atribuida a Ramón de Mur, ubicada en el Museo de Bellas Artes de Caracas, Venezuela.